# More Cole Español
More Cole Español è un album in studio del musicista statunitense Nat King Cole, pubblicato nel 1962.

## Tracce
1. La Feria de Las Flores - 1:49
2. Guadalajara - 2:02
3. La Golondrina (The Swallow) - 2:57
4. Tres Palabras (Without You) - 2:07
5. Piel Canela - 2:09
6. Solamente Una Vez (You Belong to My Heart) - 2:47
7. Las Chiapanecas (While There's Music, There's Romance) - 2:35
8. Vaya con Dios (May God Be With You) - 2:32
9. Adiós Mariquita Linda (Adios and Farewell) - 2:53
10. No Me Platiques - 3:02
11. Aquí Se Habla en Amor (Love Is Spoken Here) - 2:01
12. A Media Luz (When Lights Are Soft and Low) - 2:10